# إيمان شيرازي
إيمان شيرازي (بالفارسية: ایمان شیرازی) هو لاعب كرة قدم إيراني في مركز الدفاع، ولد في 3 نوفمبر 1992 في مدينة أصفهان في إيران. شارك مع منتخب إيران تحت 17 سنة لكرة القدم. أما مع النوادي، فقد لعب مع نادي ذوب آهن أصفهان ونادي راه آهن.